# Serious Sam: Next Encounter
Serious Sam: Next Encounter är ett första person shooter datorspel, som utvecklats av Climax Solent och publicerades av Global Star Software för PlayStation 2 och GameCube.

### Fotnoter
1. ↑  Dolittle, Snappy (21 april 2004). ”Serious Sam: Next Encounter” (på amerikansk engelska). IGN. http://www.ign.com/articles/2004/04/21/serious-sam-next-encounter. Läst 30 juli 2018.
2. ↑  ”Game Informer Online”. 6 mars 2008. Arkiverad från originalet den 6 mars 2008. https://web.archive.org/web/20080306051404/http://www.gameinformer.com/NR/exeres/E08B67F4-A46C-4301-A030-EDC11D73542C.htm. Läst 30 juli 2018.